# جف نیکولز
جف نیکولز (به‌انگلیسی: Jeff Nichols) کارگردان و فیلم‌نامه‌نویس اهل کشور ایالات متحده امریکا است.

## فیلم‌شناخت
| سال  | فیلم                   | سمت      | سمت          | سمت       | یاداشت‌ها                   |
| سال  | فیلم                   | کارگردان | فیلم‌نامه‌نویس | تهیه‌کننده | یاداشت‌ها                   |
| ---- | ---------------------- | -------- | ------------ | --------- | -------------------------- |
| ۲۰۰۷ | داستان‌های تفنگ ساچمه‌ای | آری      | آری          | آری       |                            |
| ۲۰۱۱ | پناه بگیر              | آری      | آری          |           |                            |
| ۲۰۱۲ | ماد                    | آری      | آری          |           | نامزد دریافت نخل طلای ۲۰۱۲ |
| ۲۰۱۴ | ویژه نیمه‌شب            | آری      | آری          |           |                            |